# 이진칸 호텔 살인사건
이진칸 호텔 살인사건은 소년탐정 김전일 내의 살인사건이다.

## 등장 인물
김전일
나나세 미유키
겐모치 경부
아케치 경시
사키 류타
반다이 스즈에
후미즈키 카렌
헨미 마코
에노키도 아키라
니지카와 유키오
이치카와 타마사부로
유키무라 고조
후와 나루미

## 추리 루트

### 김전일
1. 범인을 밝혀냄

## 원작과의 차이

### 애니메이션
애니메이션에서는 이 사건을 다루고 있지만 드라마와는 다르게 전개된다. 붉은 밀실의 방에서 사키가 죽은 채 발견되고

용의자로 긴다이치가 지목되지만 켄모치 경시의 도움을 받아서 긴다이치 본인이 추리를 하게 된다. 게다가 공연 무대에서

아케치 경시의 입회 하에 해명이 진행되는데 이러한 점이 드라마와는 다르다고 할 수 있다.

### 드라마 (도모토 츠요시의 김전일 소년사건부)
도모토 츠요시의 김전일 소년 사건부에서는 이 사건을 다루고 있으나 사키 대신 붉은 밀실에서 제2 피해자가 죽은 채 발견되고

미유키가 하지메 대신 증거를 모아서 추리를 시작하여 하지메가 추리 과정에 끼어들어 사건을 해결하는 점이 애니메이션과 다르다.

### 드라마 (마츠모토 준의 김전일 소년사건부)
마츠모토 준의 김전일 소년 사건부에는 이 사건을 다루고 있지 않는다.